# Ławeczka Józefa Mehoffera w Turku
Ławeczka Józefa Mehoffera – ławka pomnikowa, zlokalizowana w Turku na Skwerze Mehoffera, przy Placu Henryka Sienkiewicza i kościele Najświętszego Serca Pana Jezusa.
Józef Mehoffer jest związany z Turkiem, jako autor polichromii, obrazów olejnych i projektów witraży kościoła Najświętszego Serca Pana Jezusa przy placu Sienkiewicza (1932–1939). Został także honorowym obywatelem miasta.
Autorką projektu ławeczki jest Maja Brzyska, i była to praca dyplomowa Zespołu Szkół Plastycznych z Koła. W uroczystym odsłonięciu uczestniczyli m.in. wnuk artysty – Ryszard Mehoffer, Maria Sokół-Augustyńska (konserwator dzieł sztuki z Krakowa), Małgorzata Przysiecka i Agata Koszczan (asystentka prof. Eugeniusza Wańka – współpracownika Mehoffera). Aktu oddania ławeczki do użytku dokonali burmistrz Turku – Zdzisław Czapla, starosta turecki – Ryszard Bartosik, dyrektor Zespołu Szkół Plastycznych w Kole – Krzysztof Pawlak oraz ks. dr Krzysztof Kamiński z lokalnej parafii Najświętszego Serca Pana Jezusa. Projekt sfinansowało miasto Turek (114 000 złotych).
Pomnik jest jednym z przejawów strategii promocyjnej miasta, która odbywa się pod hasłem Turek – miasto w klimacie Mehoffera. Jest to pierwszy monument w Polsce upamiętniający artystę.